# Tour of Beijing 2013
Tour of Beijing 2013 var den 3. udgave af det kinesiske cykelløb Tour of Beijing. Løbet blev afholdt over fem etaper fra den 16. oktober til 20. oktober 2013 i og omkring landets hovedstad Beijing. Det var det sidste løb ud af 29 i UCI World Tour 2013.

## Deltagende hold
Fordi Tour of Beijing var en del af UCI World Tour, var alle 18 UCI ProTour-hold automatisk inviteret og forpligtet til at sende et hold. Derudover kunne løbsarrangøren ASO invitere et antal hold fra lavere rækker. I 2012 blev det kinesiske hold Champion System inviteret med.
| UCI ProTour-hold: - Ag2r-La Mondiale (ALM) - Argos-Shimano (ARG) - Astana Pro Team (AST) - Belkin Pro Cycling (BEL) - BMC Racing Team (BMC) - Cannondale (CAN) - Euskaltel-Euskadi (EUS) - FDJ (FDJ) - Garmin-Sharp (GRM) | 0 - Lampre-Merida (LAM) - Lotto-Belisol (LTB) - Movistar Team (MOV) - Omega Pharma-Quick Step (OPQ) - Orica-GreenEDGE (OGE) - RadioShack-Leopard (RLT) - Team Saxo-Tinkoff (SAX) - Team Sky (SKY) - Vacansoleil-DCM (VCD) - Team Katusha (KAT) | Wildcards: - Champion System |

## Trøjernes fordeling gennem løbet
| Etape | Vinder          | style="background:#efefef; width:15%;"Røde førertrøje | Prikkede bjergtrøje | Grønne pointtrøje | Hvide ungdomstrøje | Holdkonkurrencen |
| ----- | --------------- | ----------------------------------------------------- | ------------------- | ----------------- | ------------------ | ---------------- |
| 1     | Thor Hushovd    | Thor Hushovd                                          | ikke uddelt         | Thor Hushovd      | Willem Wauters     | Team Katusha     |
| 2     | Nacer Bouhanni  | Nacer Bouhanni                                        | Thomas De Gendt     | Nacer Bouhanni    | Nacer Bouhanni     | Team Katusha     |
| 3     | Nacer Bouhanni  | Nacer Bouhanni                                        | Damiano Caruso      | Nacer Bouhanni    | Nacer Bouhanni     | BMC Racing Team  |
| 4     | Beñat Intxausti | Beñat Intxausti                                       | Damiano Caruso      | Nacer Bouhanni    | Romain Bardet      | Movistar Team    |
| 5     | Luka Mezgec     | Beñat Intxausti                                       | Damiano Caruso      | Nacer Bouhanni    | Romain Bardet      | Movistar Team    |
| Final | Final           | Beñat Intxausti                                       | Damiano Caruso      | Nacer Bouhanni    | Romain Bardet      | Movistar Team    |